# Especialização (biologia)
Especialização é o processo pelo qual em sua evolução uma espécie se torna adaptada a um nicho ecológico de limites estreitos.
Espécies muito especializadas frequentemente se alimentam de apenas um tipo ou poucos tipos de alimento, e requerem condições muito particularizadas para encontrarem abrigo ou terem sucesso na reprodução. Devido às suas altas exigências, essas espécies são pouco adaptáveis e são particularmente vulneráveis a mudanças no ambiente e no clima. O conceito é oposto ao de espécies generalistas, aquelas que são muito adaptáveis e pouco exigentes.